# LHAASO
Das LHAASO bzw. Large High Altitude Air Shower Observatory (chinesisch 高海拔宇宙線觀測站 / 高海拔宇宙线观测站, Pinyin Gāo Hǎibá Yǔzhòuxiàn Guāncè Zhàn) ist ein vom Institut für Hochenergiephysik der Chinesischen Akademie der Wissenschaften betriebenes Observatorium für kosmische Strahlung. Die Installation einer Myon-Detektionsfläche in Größe von 42.000 m², in Verbindung mit einem Array von Tscherenkow-Teleskopen, erlaubt es, Teilchenschauer, die von Primärteilchen mit Energien der Größenordnung von 1012 bis 1017 eV ausgelöst wurden, zu untersuchen. Dadurch lassen sich Modelle der hadronischen Wechselwirkung überprüfen.
Das Observatorium befindet sich in einer Höhe von 4410 Metern im Kreis Dabba des Autonomen Bezirks Garzê der Tibeter im Westen der Provinz Sichuan. Das Projekt wurde am 31. Dezember 2015 genehmigt, die Bauarbeiten begannen am 19. Juni 2018,
und am 26. April 2019 fand in Chengdu die offizielle Einweihungsfeier statt.
Die ersten Forschungsergebnisse wurden am 17. Mai 2021 in der britischen Fachzeitschrift Nature veröffentlicht.

## Ziele
Das Observatorium untersucht Teilchenschauern, die von Photonen und geladenen Partikel der kosmischen Strahlung im Energiebereich von 1011 bis 1018 eV ausgelöst werden. Das Observatorium wird in der Lage sein, den Himmel im TeV-Bereich kontinuierlich nach ständigen und flüchtigen Quellen von Teilchen mit Energien von ca. 200 GeV bis 1 PeV zu beobachten. Hierdurch ist man erstmals in der Lage, Beobachtungen im PeV-Bereich der kosmischen Strahlung durchzuführen. Durch Untersuchung der unterschiedlichen Komponenten der Strahlung soll es möglich sein, die Herkunft, die Art der Beschleunigung und die Ausbreitung der Strahlung durch Messen des Energiespektrums, der Elementzusammensetzung und der Anisotropie mit bisher unerreichter Auflösung zu bestimmen. Das soll helfen, offene Probleme im Verständnis der galaktischen kosmischen Strahlung zu lösen.

## Aufbau
Das Observatorium besteht aus einem Feld von Detektoren, die in einem 1 km² großen, ringförmigen Bereich verteilt sind (als KM2A bezeichnet). Im Zentrum steht ein Detektor für Tscherenkow-Strahlung (Water Cherenkov Detector Array, WCDA).
KM2A ist dafür ausgelegt, die elektromagnetischen und myonischen Bestandteile des Schauers zu messen und besteht aus einem Raster von 5242 Szintillatoren aus Plastik (im Abstand von 15 m). Jedes hat eine Fläche von einem Quadratmeter und ist mit einer 5 mm dicken Bleiplatte bedeckt. Auf der annähernd gleichen Fläche verteilt stehen ca. 1146 Tscherenkow-Wassertanks, die im Abstand von 30 m aufgestellt sind. Jeder davon belegt eine Fläche von 36 m² und hat eine Wassertiefe von 1,2 m. Die Tanks sind unter einem Hügel von 2,5 m Erdreich versteckt. Am oberen Ende des Tanks befindet sich ein 8"-Photomultiplier.
Der WCDA besteht aus drei Wasserteichen mit einer Gesamtfläche von 78000 m² und einer Wassertiefe von 4,4 m. In diesen produzieren die geladenen Sekundärteilchen des Schauers Tscherenkow-Licht. Die Teiche sind in quadratische Zellen von 5 m Kantenlänge eingeteilt, die durch Plastikvorhänge getrennt sind. Dadurch wird verhindert, dass Licht zu den benachbarten Zellen durchdringt. Am Boden jeder Zelle befindet sich ein 8–9″ großer Photomultiplier, der die Lichblitze aufnimmt.